# Gradac na Drini
Gradac na Drini je naseljeno mjesto u općini Foči, Republika Srpska, BiH. Nalazi se na lijevoj obali rijeke Drine, nasuprot Foče s kojom ga povezuje most. Dalje prema sjeveru je Susješni potok, a uzvodno Drinom prema jugu je ušće Bistrice u Drinu.
Popisano je kao samostalno naselje na popisu 1961., a na kasnijim popisima ne pojavljuje se, jer je 1962. godine zajedno s Putišićima pripojen Zavaitu (Sl.list NRBiH, br.47/62).
Godine 1962. Gradac je spojen s naseljem Šukovac u naselje Gradac na Drini. (Sl.list NRBiH, br.47/62).

## Stanovništvo
| Narod     | Popis 1961. |
| --------- | ----------- |
| Hrvati    | 1           |
| Muslimani | 129         |
| Srbi      | 174         |
| ostali    | 73          |
| Ukupno    | 377         |